# Lite temeraria
Una lite temeraria, secondo il lessico giuridico italiano, indica un'azione legale o resistenza ad essa attuate con malafede e colpa grave, ossia con consapevolezza del proprio torto o con intenti dilatori o defatigatori.
Si tratta d'una ipotesi di "responsabilità aggravata" di cui al comma 1 dell'art. 96 del codice di procedura civile italiano.

## Analisi e caratteristiche
Rappresenta un comportamento illecito e quindi in caso di soccombenza vi è una responsabilità aggravata che comporta il risarcimento di tutti i danni alla parte lesa derivanti dalla partecipazione ad un giudizio ingiustificato. Questi danni possono essere liquidati dal giudice nella sentenza stessa.
Si tratta di casi in cui il giudice accerta l'inesistenza del diritto per la cui tutela è stato eseguito un provvedimento cautelare oppure è stata trascritta la domanda giudiziale ovvero è stata iscritta ipoteca giudiziale oppure ancora è stata iniziata o compiuta l'esecuzione forzata.
Il giudice, al verificarsi delle condizioni di legge, può applicare la norma sulla lite temeraria, di cui all'art. 96 c.p.c., anche nei casi mancata risposta all'invito a stipulare una convenzione per la negoziazione assistita prevista dal d.l. 132/2014, conv. in L. 162/2014, o anche di rifiuto a stipulare detta convenzione. Un'altra ipotesi di responsabilità aggravata è prevista dal secondo comma dell'art. 96 c.p.c. Questa responsabilità può essere conseguente anche solo a colpa lieve in caso di difetto di normale prudenza.

## Risarcimento del danno
La legge 23 giugno 2017, n. 103, emanata durante il governo Gentiloni, ha introdotto la responsabilità in solido dell'avvocato col proprio cliente nel risarcimento del danno, sempre nel caso in cui la parte soccombente ha agito o resistito in giudizio con malafede o colpa grave.

## La giurisprudenza
La suprema corte di cassazione con la sentenza n. 11917/2002 ha affermato il principio in base al quale "presupposto della condanna al risarcimento dei danni a titolo di responsabilità aggravata per lite temeraria è la totale soccombenza, che va considerata in relazione all'esito del giudizio di appello, come si desume che la condanna al risarcimento si aggiunge, secondo la previsione dell'art. 96, alla condanna alle spese, la quale è correlata all'esito finale del giudizio; questo esito non muta per il fatto che sia stata ritenuta infondata un'eccezione processuale opposta dalla parte vittoriosa sul merito".
La suprema corte di cassazione nella sentenza n. 17485/2011 ha stabilito che per ottenere il risarcimento da lite temeraria non è necessario dover fornire la prova concreta del danno subìto: